# Euphorbia bulbispina
Euphorbia bulbispina es una especie fanerógama perteneciente a la familia Euphorbiaceae. Es endémica de Madagascar donde se encuentra en la Provincia de Antsiranana.

## Descripción
Es un arbusto, con tallo suculento que se encuentra en lugares rocosos y secos; en los inselbergs. Es endémico de Madagascar.

## Taxonomía
Euphorbia bulbispina fue descrita por Rauh & Razaf. y publicado en Euphorbia Journal 7: 31. 1991.
Etimología
Euphorbia: nombre genérico que deriva del médico griego del rey Juba II de Mauritania (52 a 50 a. C. - 23), Euphorbus, en su honor – o en alusión a su gran vientre – ya que usaba médicamente Euphorbia resinifera. En 1753 Carlos Linneo asignó el nombre a todo el género.
bulbispina: epíteto latino que significa "con bulbos espinosos".